# Ушкемпіров Жаксилик Аміралиули
Жаксилик Аміралиули Ушкемпіров (6 травня 1951, радгосп «Чапаєв» (нині село Тегістік), Свердловський район, Жамбильська область, Казахська РСР, СРСР — 2 серпня 2020) — радянський борець класичного стилю, Олімпійський чемпіон, Герой Праці Казахстану, Заслужений майстер спорту СРСР (1980). Чемпіон світу. Перший етнічний казах — олімпійський чемпіон (за іншими даними першим етнічним казахом-олімпіоніком є Алжан Жармухамедов, чемпіон літніх олімпійських ігор 1972 року з баскетболу. Заслужений тренер Казахської РСР.

## Життєпис
У школі Жаксилик Ушкемпіров займався національною боротьбою казахша-курес. Вступив до Семипалатинського зооветінституту. Боротьбою зайнявся випадково, спочатку вільною. Майбутньому чемпіону Олімпійських ігор був необхідний залік з лижного спорту, без якого не допускали до сесії, а на лижах Ушкемпіров до цього ніколи не стояв. Викладач фізкультури поставив умовою заліку виграш у сутичці з вільної боротьби у іншого студента, що Ушкемпиров ледве вдалося. Після цього приступив до постійних тренувань.
У 1971 році, через два роки занять боротьбою, Жаксилик Ушкемпіров виграв чемпіонат Казахської РСР з вільної боротьби і, оскільки, на його думку, несправедливо не був узятий на першість СРСР, перейшов до іншого тренера і почав займатися класичною боротьбою. У цьому ж році знову виграв чемпіонат Казахської РСР, вже з класичної боротьби. У 1972 році на чемпіонаті СРСР став п'ятим, у 1973 році став бронзовим призером першості країни і був включений до збірної СРСР.
Помер від коронавірусної хвороби на 70 році життя.

## Спортивні виступи
На Літніх Олімпійських іграх 1980 року в Москві боровся у ваговій категорії до 48 кілограмів.
Незадовго до фінального поєдинку він дізнався, що його суперником буде олімпійський чемпіон румун Александру. Для казахського спортсмена це стало справжнім шоком. Він побілів, як крейда, впав у заціпеніння. Ні тренери, ні лікарі з масажистами не могли привести його до тями. А до початку поєдинку залишалося не більше трьох хвилин. І тут Волков [психолог команди], всупереч усім психологічним установкам, почав бити спортсмена по щоках. Жаксилик Ушкемпіров від гніву весь вмить почервонів і кинувся на Миколу з кулаками. Психолога врятувала тільки різниця у вагових категоріях.
У сутичках:
- у першому колі за балами з рахунком 6-2 виграв у Костантина Александру (Румунія);
- у другому колі за балами з рахунком 13-10 виграв у Романа Кирпача (Польща);
- у третьому колі за балами з рахунком 17-6 виграв у Ференца Шереша (Угорщина);
- у четвертому колі участі не брав;
- у п'ятому колі за балами з рахунком 12-7 виграв у Павла Христова (Болгарія) і отримав звання Олімпійського чемпіона[7]

Жаксилик Ушкемпіров так оцінює власну манеру боротьби:

 — Ну яка у мене була техніка?! — Ушкемпіров розводить руками.
— Ніякої! Зіб'ю в партер «бичком», у Валери Резанцева «позичив», і накатую. Хіба це техніка? Моя зброя — темп! Дихав непогано, втомлювалися хлопці…

Виступав Жаксилик Ушкемпіров за ДСТ «Кайрат» (Семипалатинськ) (1972—1975), ДСТ «Кайрат» (Алма-Ата) (1975—1982).

## Трудова діяльність
У 1974—1984 роках працював інструктором Державного спорткомітету Казахської РСР, у 1984—1993 роках — директором спортивної школи республіканського профспілкового комітету. З 1993 року — директор спортивного клубу «Жаксилик». Жив у Алма-Аті, займався тваринництвом.

## Досягнення
Чемпіон світу (1981), другий призер Кубка світу (1982), другий призер чемпіонату Європи (1980), дворазовий чемпіон СРСР (1975, 1980), срібний призер чемпіонату СРСР (1978, 1979), бронзовий призер чемпіонату СРСР (1973, 1977), чемпіон Спартакіади народів СРСР (1975).

## Нагороди
Кавалер ордена «Знак Пошани» і казахстанських орденів Пошани і Барса першого ступеня. Почесний громадянин Тараза.
15 грудня 2017 року президентом Казахстану Нурсултаном Назарбаєвим Жаксилику Ушкемпірову було присвоєно звання Герой Праці Казахстану.
В Алма-Аті щорічно проходить міжнародний юнацький турнір на призи Жаксилика Ушкемпірова. У 2014 році включений до Залу слави FILA.